# 傑列尼夫卡
49°13′49″N 25°44′51″E / 49.23028°N 25.74750°E
傑列尼夫卡（烏克蘭語：Деренівка）是位於烏克蘭西部特諾皮爾州裏特諾皮爾區的村莊，始建於1625年，面積1.55平方公里，海拔高度315米，2001年人口531，人口密度每平方公里342.6人。